# بونيرة صينية
بونيرة صينية (الاسم العلمي:Ponera sinensis) هي نوع من حشرات تتبع جنس البونيرة من فصيلة النمليات.